# Секрет Евы
Секрет Евы (англ. Eve's Secret) — американская немая романтическая комедия 1925 года, созданная компанией Famous Players-Lasky и выпущенная компанией Paramount Pictures. В основе спектакля лежит бродвейская пьеса Зои Акинс «Лунный цветок», адаптированная по мотивам венгерской пьесы Лайоша Биро. На Бродвее главную роль сыграла Элси Фергюсон. Режиссёром стал Кларенс Бэджер, в главных ролях снялись Бетти Компсон и Джек Холт. 

## Сюжет
Как описано в рецензии одного киножурнала, герцог Полтавский встречает Еву, дочь сапожника, и, желая жениться на ней, отправляет её в Париж, чтобы она получила образование. Она становится объектом внимания, и герцог из-за своей ревности к ней сражается на дуэлях. Когда она встречает Пьера, друга детства, она обедает с ним, чем навлекает на себя гнев герцога. Во время дуэли герцог, веря, что она любит Пьера, позволяет ударить себя. Рана незначительная. Ева осознаёт, что сильно любит герцога, и это приводит к их свадьбе.

## В ролях
- Бетти Компсон — Ева
- Джек Холт — герцог Полтавский
- Уильям Кольер[англ.] — Пьер
- Вера Льюис[англ.] — герцогиня
- Лайонел Белмор[англ.] — барон
- Марио Карилло[англ.] — князь Борис
- Э. ла Круз дю Дуи — врач герцога

## Хранение
Сохранившаяся 35-миллиметровая копия «Секрета Евы» находится в Библиотеке Конгресса. 